# Gilles Clavreul
Pour les articles homonymes, voir Clavreul.
Gilles Clavreul, né le 29 août 1973 à Clamart dans les Hauts-de-Seine, est un haut fonctionnaire, préfet et militant politique français.
Il est délégué interministériel à la lutte contre le racisme et l'antisémitisme de 2015 à 2017. Cofondateur du Printemps républicain, il en est l'un de ses principaux animateurs. Il devient le coordonnateur de la Force d'action républicaine en novembre 2023.

## Biographie

### Origines et études
Gilles Clavreul est le fils du psychanalyste Jean Clavreul (1923-2006) qui ne le connaîtra que tardivement et d'Irène Diamantis (1942-2014), psychanalyste proche de Jenny Aubry et d'Élisabeth Roudinesco. Il grandit dans un milieu de « gauche libérale, intellectuelle, parisienne et bourgeoise ».
Il suit sa scolarité de l'enseignement secondaire à l'École alsacienne.[réf. souhaitée]
Diplômé de l'Institut d'études politiques de Paris (1994), il y obtient également un DEA en études politiques (1995). En 1998, il intègre l'École nationale d'administration. À l'issue de cette dernière, il devient administrateur civil et choisit le corps préfectoral.

### Carrière dans l'administration
Il commence sa carrière comme directeur du cabinet du préfet du Gard (2000-2002). Il devient ensuite sous-préfet chargé de mission pour la politique de la ville et chargé de l'arrondissement de Nanterre auprès du préfet des Hauts-de-Seine (mai 2002-avril 2004).
En 2004, il devient administrateur civil, détaché à l'inspection générale des finances au ministère de l’Économie, des Finances et de l'Industrie (mai 2004-juin 2006), puis adjoint au directeur de la direction économique et financière de l'Assistance publique - Hôpitaux de Paris (juin 2006-juillet 2007).
En 2007, après l'élection à la présidence de Nicolas Sarkozy, il entre au secrétariat général du ministère de l'Intérieur en tant que chargé de mission à la direction de la modernisation et de l'action territoriale (juillet 2007), avant d'être nommé chef de bureau à la sous-direction du corps préfectoral et des administrateurs civils à la direction de la modernisation et de l'action territoriale au secrétariat général du ministère de l'Intérieur (juillet 2007-octobre 2008), puis sous-directeur du corps préfectoral et des administrateurs civils à la direction de la modernisation et de l'action territoriale, relevant du secrétariat général du ministère de l'Intérieur, de l'Outre-mer et des Collectivités territoriales (novembre 2008-mai 2012).
En mai 2012, il est nommé conseiller pour les affaires territoriales au cabinet de François Hollande (mai 2012-novembre 2014).
Il est nommé préfet hors cadre en mai 2014, puis redevient préfet titulaire en juin 2016.
Le 27 novembre 2014, il remplace Régis Guyot en tant que délégué interministériel à la lutte contre le racisme et l'antisémitisme (DILCRA). Il est à son tour remplacé à ce poste en mai 2017, par Frédéric Potier.
À partir du 25 septembre de la même année, il est chargé d’une mission auprès du secrétaire général du ministère de l’Intérieur, Denis Robin, pour la mise en œuvre d’une recommandation de ce dernier sur la « coopération entre administrations et collectivités locales ».
En novembre 2023, il est nommé à la tête de la Force d'action républicaine.
Le 26 mars 2025, il est nommé préfet des Landes.

### Engagement politique
Il est le cofondateur du mouvement politique Printemps républicain, qui se présente comme défenseur de la laïcité et des valeurs républicaines. En 2018, il est l'un des rares membres actifs au nom de l'association sur les réseaux sociaux, avec Amine El Khatmi, Laurent Bouvet, et Nassim Seddiki. Il précise qu'il n'est pas opposé au port du voile pour les accompagnatrices scolaires alors que cette position n’est pas majoritaire au sein du Printemps républicain, selon lui.
En 2017, lors de l'élection primaire de la gauche, il soutient publiquement Manuel Valls, un engagement qu'il présente comme une « décision personnelle indépendante de sa fonction de délégué interministériel ».
En juin 2018, il lance le think-tank L’Aurore (du nom du journal de Georges Clemenceau), qu’il veut « progressiste, libéral « tempéré » en économie, parlant de la question sociale et aussi proeuropéen ». Slate indique en 2021 : « Sa production s'est réduite à peau de chagrin ces dernières années. En 2020, seulement cinq notes dont une interview et deux commentaires de l'actualité signés par Jean Glavany et Gilles Clavreul eux-mêmes, respectivement président et délégué général. […] Ses publications sont quasi exclusivement celles de membres ou de proches du Printemps républicain ». L'Aurore a bénéficié de 30 000 euros de subventions de Matignon sous Édouard Philippe, soit « entre cinq et dix pour cent de la subvention annuelle attribuée à certains think tanks existant depuis des années » selon Clavreul.
Il cherche en vain à se présenter dans le Gers lors des élections législatives de 2022, de même que d'autres personnalités du Printemps républicain qui échouent à obtenir l'investiture de Renaissance.

## Controverses

### Actions en tant que DILCRA
Ses actions et prises de positions dans sa fonction de délégué interministériel à la lutte contre le racisme et l’antisémitisme font l'objet des critiques de l'essayiste Guillaume Weill-Raynal. Celui-ci écrit, à la suite de prises de position de Clavreul lors d'un voyage de ce dernier en Israël, qu'il a « lié de manière scandaleuse le soutien unilatéral à Israël contre les Palestiniens et la lutte contre l’antisémitisme en France. Sans le moindre rapport avec ses fonctions officielles ».
Son choix de nommer le psychanalyste controversé Patrick Amoyel comme conseiller scientifique du DILCRA en 2016 fait également l'objet de polémiques. À la suite de sa mise en examen pour agressions sexuelles quelques mois plus tard, Amoyel est finalement suspendu de ses fonctions,.

### Fake news
En 2015, il relaie sur Twitter une fausse information relatant l'agression d'une jeune fille en bikini par une jeune fille musulmane en raison de sa religion. Il la relance en 2020, alors qu'elle ne subsiste plus que sur des blogs et des sites d'extrême droite comme celui de Riposte laïque.

### Dépenses de taxis
En 2023, Mediapart relève que Gilles Clavreul a été interpellé par la direction financière de Matignon au sujet de ses frais de déplacement lorsqu'il dirigeait la DILCRA. Seule personne de l'institution à ne jamais prendre le métro, il a dépensé en frais de taxis 14 469 euros en 2015, 18 828 euros en 2016 et 4 114 euros de janvier à avril 2017, soit près de 40 000 euros d'argent public en deux ans et demi. Gilles Clavreul reconnaît « des dépenses de taxis importantes » mais se défend en avançant qu'il n'avait pas le droit à une voiture de fonction avec chauffeur.

### Affaire de l'appel d'offres de la mairie d'Argenteuil
Le 6 août 2018, l'auto-entreprise de Gilles Clavreul a répondu à un appel d'offres public émanant de la mairie d'Argenteuil : cette mission de conseil avait pour but de réaliser un plan d'action en faveur de la citoyenneté. Lors du conseil municipal du 25 septembre 2018, le maire de la ville Georges Mothron a été interpellé par ses opposants qui s'interrogeaient sur le budget alloué à cette mission (82 500 euros HT) mis en rapport avec la prestation effectivement fournie : cinq ou six conférences au total et une aide à l'élaboration d'un plan de formation pour les agents municipaux. Gilles Clavreul se défend en rappelant l'utilité d'un dispositif qui a retenu l'attention des parlementaires.

### Rapport sur la laïcité pour le Conseil Régional d'Île-de-France
En 2022, le Conseil régional d'Île-de-France présidé par Valérie Pécresse adopte un rapport sur la laïcité rédigé par Gilles Clavreul. L'opposition critique le contenu du rapport, le choix de son auteur et sa rémunération (6 000 euros),.

## Ouvrage
- Dans le silence de l'État. Comment l'impuissance publique livre la société à elle-même, éditions de l'Observatoire, 2021

## Prix
- L'association Comité Laïcité République lui remet son « prix de la laïcité » en 2017[20].